# Eupanacra sinuata
Eupanacra sinuata là một loài bướm đêm thuộc họ Sphingidae. Loài này có ở Nepal, đông bắc Ấn Độ, tây nam Trung Quốc, phía bắc Thái Lan và Việt Nam.
Sải cánh dài 58–68 mm. 